# Reichenberg (Berg)
Der Reichenberg (223 m) ist eine Erhebung in der sächsischen Gemeinde Moritzburg in der Mitte Sachsens im Naturraum Westlausitzer Hügel- und Bergland. Aufgrund der landschaftlichen Besonderheiten ist der Berg Teil eines Landschaftsschutzgebietes.  

## Lage und Umgebung
Der Reichenberg befindet sich ca. 5 km südlich von Moritzburg, und rund 2 km nördlich von Radebeul.
In der Nähe des Berges befinden sich die Dörfer Reichenberg (mit Bergsiedlung "Hochland") und Wahnsdorf. Auf dem Gipfel befindet sich eine von Einwohnern errichtete Sitzbank.

## Aussicht
Da der Berg nicht vollständig bewaldet ist, sondern im Gipfelbereich eher Hecken sowie Bergwiesen trägt, bietet sich vom höchsten Punkt eine weite Aussicht. Diese ist vergleichbar mit der auf der Wahnsdorfer Kuppe. Der Blick reicht über große Teile der nördlich von Dresden gelegenen, als Lausitzer Platte bezeichneten, Hochfläche bis hin zum Westlausitzer Bergland, nach Nordosten hin die weithin sichtbare Landmarke Keulenberg mit dem umliegenden Westlausitzer Gebirge (Schwarzenberg, Tännchenberg, Tännichtberg, Hochstein u. a. auch zum Valtenberg), weiter nördlich in das Moritzburger Land mit dem Friedewald sowie Moritzburger Teichgebiet und Kuppenlandschaft, in die Großenhainer Pflege, bei guter Sicht zur Stadt Radeburg. Nach Osten zu versperrt der nah gelegene Höhenzug der höheren Wahnsdorfer Kuppe sowie des (Gr./Kl.) Gallberges die Sicht. 

## Natur
Der Reichenberg beherbergt das ganze Jahr über viele seltene Vogelarten der Moritzburger Kleinkuppenlandschaft aufgrund einer Biotopinsel, denn am und auf dem Berg befinden sich langgestreckte natürliche Hecken. Der Berghang an der Westseite leitet in ein kleines Kerbtal über, das Vogelgründchen, in dem die Hochlandquelle entspringt. Durch das Tal führt kein Wanderweg, es ist zudem nur sehr schwer begehbar, aufgrund der verwilderten Bestockung und der Quelle mit dem dazugehörigen Feuchtgebiet. Die am weitesten verbreiteten Arten sind Hainbuche sowie Stieleiche. Vogelarten fühlen sich aufgrund der nicht ackerbaulich genutzten Berghänge (im obersten Bereich) sowie wilder teils ursprünglicher Bergbestockung sehr wohl. Der Reichenberg wird nur am unteren sowie mittleren Berghang ackerbaulich genutzt.

## Wege zum Gipfel
Den Reichenberg erreicht man am besten über einen unmarkierten, aber deutlichen Feldweg, der an der Straße Am Wasserturm Ecke August-Bebel-Straße abzweigt. Auf dem Weg geht man an einer Fichtenschonung vorüber, man hat außerdem weite Aussichten auf das Gebiet um Moritzburg. Es gibt jedoch keinen Weg, der den direkten Anstieg ermöglicht.